# Григорій І Антіохійській
Григорій Антіохійський (VI століття — 593 чи 594 рік) — східно-православний патріарх Антіохії з 571 по 593 рік.
За повідомленням Євагрія Схоластика, Григорій починав ченцем у монастирі візантійців в Єрусалимі. Він був переведений імператором Юстином II (565—578) на Синай, де був настоятелем, коли на монастир напали араби. Іоан Мошус згадує, що він також був настоятелем монастиря Фарану в Палестині. У 569-70 став патріархом Антіохійським після того, як Юстин II скинув Антіохійського патріарха Анастасія I.
У 578 році візантійський чиновник Анатолій звинуватив Григорія в криптоязичництві і причетності до жертвоприношення хлопчика, але відмовився від звинувачень у катуванні. В іншому описі, Іоан, єпископ Ефеський, сучасник Григорія, повідомляює, що той був язичником і був присутній при жертвоприношенні хлопчика, що відбувалось вночі в Дафні. Дізнавшись про це, натовп шукав Григорія, який замкнувся у своєму палаці і не зміг відслужити Святу Месу у Чистий четвер. Імператор і його радники вважали, що «задля честі християнства і для того, щоб священство не було піддане знущанню та богохульству, цю справу треба зам'яти» і бунт було придушено. Через посередників Григорій зміг дійти згоди з Константинопольським патріархом, Іоаном Посником і зберіг свою посаду, хоча втратив повагу пастви.
Григорій був впливовою фігурою, однак посварився з намісником Сходу і зазнав бюрократичних переслідувань і «розслідувань», у тому числі зафіксована його поява на суді в Константинополі за деякий час до 588 року. Григорій був виправданий через заступництво інших. Коли римські війська, які воювали з персами, підняли заколот проти імператора Маврикія I, Григорія попросили стати посередником.
Коли Хосров II Перський був змушений втекти до Візантії на початку свого правління, Григорій Антіохійський і митрополит Доміціан Мелітинський були послані назустріч йому. Його послуги, очевидно, були оцінені, коли Хосров повернув собі владу, він послав Григорію хрест, який раніше був винесений із Сергіополя Хосровом I. Після цього Григорій здійснив поїздку по прикордонних землях, аби навернути монофізитів на халкедонські догмати.
Григорій помер приблизно у 593-594 роках від вживання препарату, призначеного для полегшення подагри. Його попередник Анастасій I Антіохійський знову став патріархом. До нас дійшло п'ять проповідей Григорія Антіохійського.